# Мошенский, Валерий Захарович
Валерий Захарович Мошенский (укр. Валерій Захарович Мошенський; род. 1 июня 1957, пгт. Ящиково, Перевальский район, Луганская область, УССР, СССР) — украинский политик. Народный депутат Украины.

## Образование
Образование высшее. В 2004 году окончил Академию труда и социальных отношений Федерации профсоюзов Украины по специальности «Маркетинг» (квалификация — экономист) и в 2005 году Национальный авиационный университет по специальности «Промышленное и гражданское строительство» (квалификация — инженер-строитель).

## Карьера
- Сентябрь 1972 — июль 1974 — учился в Коммунарском ГП ТУ № 81 Енакиевского спецуправления № 116 треста «Донбасстальконструкция».
- Июль 1974 — июнь 1975 года — монтажник по монтажу стальных и железобетонных конструкций, электросварщик третьего разряда Енакиевского спецуправления № 116 треста «Донбасстальконструкция»;
- Июль 1975 — октябрь 1975 — электросварщик третьего разряда в Специализированном строительно-монтажном управлении № 28 треста «Киевгорстрой-6»;
- Ноябрь 1975 — ноябрь 1977 — служба в рядах Советской Армии;
- Январь 1978 — август 1987 — слесарь-монтажник 3 разряда в Специализированном строительно-монтажном управлении № 28 треста «Киевгорстрой-6»;
- Август 1987 — июль 1988 — формовщик четвертого разряда формовочного цеха № 1 на заводе железобетонных изделий Главкиевгорстроя;
- Март 1989 — декабрь 1995 — председатель строительно-монтажного кооператива «Прогресс»;
- Декабрь 1995 — август 1996 — директор ООО «Планета-М» Печерского района в городе Киеве;
- Август 1996 — декабрь 1998 — директор ООО «Планета-М» Днепровского района в городе Киеве;
- Декабрь 1998 — ноябрь 2002 — директор ООО «Планета-Л», а с ноября 2001 года избран председателем правления ЗАО «Планета-буд»;
- Декабрь 2002 — март 2003 — директор ООО «Укрспецбуд»;
- Март 2003 — май 2003 — председатель правления ОАО «Промысел»;
- Май 2003 — июнь 2004 — генеральный директор ЗАО «Планета-буд»;
- Июль 2004 — февраль 2006 — коммерческий директор ЗАО «Планета-буд»;
- Март 2006 — июнь 2009 — директор по вопросам коммерческой деятельности и управления ЗАО «Планета-буд»;
- Июль 2009 — май 2012 — главный менеджер по коммерческой деятельности и управления ООО «БМК Планета-буд»;
- Июнь — декабрь 2012 — генеральный директор корпорации «ГРУППА КОМПАНИЙ «ПЛАНЕТА».

## Общественная работа и политическая деятельность
Был членом Народной партии, председателем Киевской городской партийной организации Народной партии, членом Политсовета Народной партии. С 2008 по 2012 годы депутатом Киевского городского совета, председатель депутатской фракции «Народная партия». Меценат благотворительной организации «Благотворительный фонд Валерия Мошенского». Сейчас беспартийный.
С 12 декабря 2012 года — народный депутат Украины VII созыва по одномандатному мажоритарному избирательному округу № 108. Самовыдвиженец. По результатам голосования одержал победу набрав 35,19% голосов избирателей. В Верховной Раде стал секретарём Комитета по вопросам транспорта и связи.

## Семья
Женат. Состав семьи: жена — Мошенская Мария Петровна, 1959 года рождения; сын — Мошенский Сергей Валерьевич, 1979 года рождения, проживает отдельно.

## Награды
- Заслуженный строитель Украины[1]
- Орден «За заслуги» III степени
- Орден «За заслуги» II степени[2]
- Орден «За заслуги» I степени

Орден «За заслуги»